# Abrest
Abrest är en kommun i departementet Allier i regionen Auvergne-Rhône-Alpes i de centrala delarna av Frankrike. Kommunen ligger i kantonen Vichy-2 som ligger i arrondissementet Vichy. År 2017 hade Abrest 2 931 invånare.

## Befolkningsutveckling
Antalet invånare i kommunen Abrest
| Referens: INSEE |